# Kwiat Dalekiej Północy
Kwiat Dalekiej Północy (ang. Flower of Far North) – powieść przygodowa amerykańskiego pisarza Jamesa Olivera Curwooda z 1912 r.

## Fabuła
Powieść rozpoczyna się od rozmowy przyjaciół, Philipa Whittemore'a i Toma Gregsona, którzy dorastali razem w Old Ned, a potem wspólnie odbyli wiele podróży. Od ich ostatniego spotkania minęło prawie trzy lata. Przeżyli wiele przygód m.in. w Hiszpanii, Hondurasie, Ameryce Południowej a teraz czekała przed nimi nowa, w kanadyjskiej północy nad rzeką Churchill, wśród tysięcy jezior i niezbadanych terenów, gdzie krył się tajemniczy Fort o’God, którego mieszkańców i historia powstania spowija tajemnica .

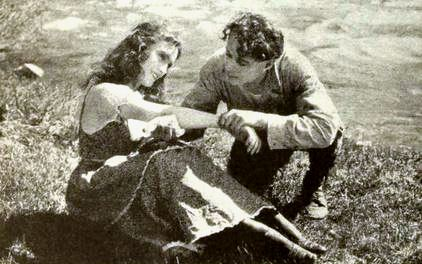
Philip Whittemore i Jeanne D’Arcambal. Kadr z filmu The Flower of the North (1921)

Tom Gregson, artysta i koneser kobiecej urody jest pod wielkim wrażeniem piękna nieznajomej kobiety, którą spotkał na tym odludziu. Opowiada o niej swojemu przyjacielowi Philipowi pragnąc dowiedzieć się kim ona jest. Whittemore nie tylko zna tę dziewczynę, ale także ją kocha... To właśnie Jeanne D’Arcambal i jej opiekun Pierre opowiedzieli mu o ukrytym wśród wzgórz miejscu, ale jest też wiele rzeczy, których mu nie powiedzieli, w tym kim naprawdę są, skąd pochodzą. Ta tajemnica zaczyna podróż i przygody Whittemore .

## Geneza
Książka należy do wczesnej twórczości Jamesa Olivera Curwooda (1878-1927), urodzonego w Owosso w stanie Michigan. Mając lat kilkanaście wyruszył w długą wędrówkę, polował na dzikie zwierzęta, próbował handlu skórami, a przede wszystkim poznał i pokochał surową przyrodę. W 1907 r. został zatrudniony przez rząd Kanady do podróży do północnych krańców, aby napisać i opublikować relacje z jego podróży w celu zachęcenia do turystyki, a jego podróże po Kanadzie później stała się tłem jego powieści, których bohaterzy często mieli swoje pierwowzory, które spotkał w czasie długich i często niebezpiecznych podróży. Książka Kwiat Dalekiej Północy została wydana w 1912 r. Prototypem głównej bohaterki Jeanne D’Arcambal była piękna i odważna Jeanne Fisher, którą poznał w okresie wczesnej młodości w Ohio.

## W kulturze
W 1921 r. na kanwie powieści nakręcony został niemy film Flower of the North w reżyserii Davida Smitha. W roli Philipa Whittemore'a obsadzono Henry'ego B. Walthalla, Jeanne D’Arcambal zagrała Pauline Starke.